# گانگرن ملنی
گانگرن ملنی  یک بیماری باکتریایی پیشرونده پوستی است که بعد از عمل جراحی ایجاد می شود.: 269    این بیماری در افرادی که از ضعف سیستم ایمنی رنج می برند بیشتر دیده می شود. این افراد عمدتاً پس از عمل جراحی شکم به این بیماری دچار می شوند و بیماری  به سرعت گسترش پیدا می کند و یک منطقه بزرگ را درگیر می کند. 